# Siphona xanthogaster
Siphona xanthogaster är en tvåvingeart som beskrevs av O'hara 1984. Siphona xanthogaster ingår i släktet Siphona och familjen parasitflugor.
Artens utbredningsområde är British Columbia. Inga underarter finns listade i Catalogue of Life.